# فرینبک، شوئیز
شهر فرینبک در بخش اوف در ایالت شوئیز در کشور سوئیس واقع شده‌است که ۱۳٬۸۰۰ نفر جمعیت دارد.